# آگاهی جمعی
آگاهی جمعی (فرانسوی: conscience collective‎) نظامی اخلاقی و اجتماعی شامل احساسات، باورها و ارزش‌های مشترک میان افراد جامعه که خارج از اختیار فرد و همچون نیرویی مستقل بر او تأثیر می‌گذارد.
آگاهی جمعی اصطلاحی در جامعه‌شناسی دورکیم که بر واقعیت جامعه ورای افراد دلالت دارد. آگاهی فردی و وجدان اخلاقی از سامانِ تجویزی‌ای مشتق می‌شود که اعضای جامعه را به تفکر، داوری و کنش بر مبنای برخی هنجارهای به لحاظ اجتماعی مطلوب وادار می‌کند.